# Methylococcaceae
Methylococcaceae es una familia de bacterias que obtienen el carbono y la energía a partir del metano, por lo que son metanotrofas. Esta familia incluye metanotrofos de tipo I, en contraste con Methylocystaceae que incluye metanotrofos de tipo II. Se clasifican en la subdivisión gamma de Proteobacteria y típicamente se incluyen en su propio orden, Methylococcales.
Las Methylococcaceae tienen membranas internas en forma de discos abultados perpendiculares a la pared celular. El metano es oxidado produciendo formaldehído, que es fijado por un proceso denominado ciclo RuMP. En este ciclo, el formaldehído se combina con el azúcar ribosa produciendo hexulosa. Este a su vez es descompuesto para producir gliceraldehído, que se usa para producir nueva ribosa u otros compuestos orgánicos. El catabolismo no comprende un ciclo del ácido cítrico completo.
- Datos: Q1351576
- Especies: Methylococcaceae